# Erwin Kostedde
Erwin Kostedde, född 21 maj 1946, är en före detta västtysk fotbollsspelare (anfallare). 
Kostedde började proffskarriären i MSV Duisburg men fick sina första stora framgångar i Standard Liège. Han återvände sedan till Västtyskland där han under tiden i Kickers Offenbach avancerade till A-landslagsman. Vid debuten 1974 var han den första färgade tyska A-landslagsspelaren någonsin.

## Meriter
- 3 A-landskamper för Västtyskland